# 小行星2111
小行星2111（2111 Tselina）是一颗围绕太阳公转的小行星。1969年6月13日，塔瑪拉·斯米爾諾娃在克里米亚发现了此天体。
該小行星以處女地運動命名。
这颗小行星的绝对星等为233.88265等。